# Monte Alto (Prossedi)
Il Monte Alto (821,7 m s.l.m.)  è una montagna dei Monti Lepini nell'Antiappennino laziale, che si trova nel Lazio, nella provincia di Latina, nel territorio del comune di Prossedi.